# Adjaib
Adjaib es una palabra árabe que designa cosas maravillosas, inicialmente en especial las maravillas del mundo antiguo. Después se utilizó también en el Corán para indicar las maravillas de la creación de Alá y la naturaleza.
Se considera que el concepto deriva del helenismo y del pensamiento bíblico.